# Matías Suárez
Matías Ezequiel Suárez (Córdoba, 9 maggio 1988) è un calciatore argentino, attaccante dell'Unión Española.

## Carriera

### Club

#### Gli inizi in Argentina
Ha iniziato la sua carriera nell'Unión San Vicente, da cui è passato al Belgrano nel 2005. È stato il capocannoniere della squadra nella Primera B Nacional 2007-2008.

#### Anderlecht
Successivamente passa all'Anderlecht, squadra belga, con cui nel maggio 2008 ha firmato un contratto per la stagione 2008-2009. Ha segnato il suo primo gol con la maglia della squadra bruxellese in Supercoppa contro lo Standard Liegi. Il primo gol in campionato arriva il 21 marzo contro il Beerschot, nella vittoria per 2-0. Nella stagione 2011-2012 contribuisce alla vittoria del campionato belga e vince il Soulier d'or belge 2011.
Il 1º luglio 2013 rinnova il suo contratto fino al 2017. Con l'Anderlecht ha giocato più di 200 partite segnando più di 50 gol vincendo 4 campionati e 4 supercoppe del Belgio. Dopo gli attacchi terroristici a Bruxelles, Suárez annuncia l'intenzione di lasciare l'Anderlecht al termine della stagione, temendo per la sicurezza della sua famiglia. Nel 2016 torna al Belgrano, squadra che lo ha lanciato nel calcio professionistico. Nel 2019 si trasferisce al River Plate, campioni in carica della Copa Libertadores.

### Nazionale
Nel 2019 ha giocato 6 partite con la nazionale argentina, con cui ha anche ottenuto un terzo posto in Coppa America.

## Statistiche

### Presenze e reti nei club
Statistiche aggiornate al 23 novembre 2018.
| Stagione          | Squadra           | Campionato        | Campionato | Campionato | Coppe nazionali | Coppe nazionali | Coppe nazionali | Coppe continentali | Coppe continentali | Coppe continentali | Altre coppe | Altre coppe | Altre coppe | Totale | Totale | Totale |
| Stagione          | Squadra           | Comp              | Pres       | Reti       | Comp            | Pres            | Reti            | Comp               | Pres               | Reti               | Comp        | Pres        | Reti        | Pres   | Reti   |        |
| ----------------- | ----------------- | ----------------- | ---------- | ---------- | --------------- | --------------- | --------------- | ------------------ | ------------------ | ------------------ | ----------- | ----------- | ----------- | ------ | ------ | ------ |
| 2006-2007         | Belgrano          | PD                | 17         | 1          | -               | -               | -               | -                  | -                  | -                  | -           | -           | -           | 17     | 1      |        |
| 2007-2008         | Belgrano          | PBN               | 36+2       | 11+0       | -               | -               | -               | -                  | -                  | -                  | -           | -           | -           | 38     | 11     |        |
| 2008-2009         | Anderlecht        | PL                | 11         | 1          | CB              | 2               | 1               | UCL                | 2                  | 0                  | SB          | 1           | 1           | 16     | 3      |        |
| 2009-2010         | Anderlecht        | PL                | 25+10      | 6+5        | CB              | 3               | 0               | UCL+UEL            | 3+10               | 2+2                | -           | -           | -           | 51     | 15     |        |
| 2010-2011         | Anderlecht        | PL                | 26+8       | 6+2        | CB              | 1               | 0               | UCL+UEL            | 4+8                | 1+1                | SB          | 1           | 0           | 48     | 10     |        |
| 2011-2012         | Anderlecht        | PL                | 27+8       | 10+2       | CB              | 0               | 0               | UEL                | 10                 | 7                  | -           | -           | -           | 45     | 19     |        |
| 2012-2013         | Anderlecht        | PL                | 2+9        | 0+3        | CB              | 0               | 0               | -                  | -                  | -                  | -           | -           | -           | 11     | 3      |        |
| 2013-2014         | Anderlecht        | PL                | 11         | 6          | CB              | 1               | 1               | UCL                | 3                  | 0                  | SB          | 1           | 0           | 16     | 7      |        |
| 2014-2015         | Anderlecht        | PL                | 13         | 4          | CB              | 1               | 0               | UCL                | 3                  | 0                  | SB          | 1           | 0           | 18     | 4      |        |
| 2015-2016         | Anderlecht        | PL                | 23+4       | 5+1        | CB              | 2               | 1               | UEL                | 7                  | 0                  | -           | -           | -           | 36     | 7      |        |
| Totale Anderlecht | Totale Anderlecht | Totale Anderlecht | 138+39     | 38+13      |                 | 10              | 3               |                    | 50                 | 13                 |             | 4           | 1           | 241    | 68     |        |
| 2016-2017         | Belgrano          | PD                | 20         | 3          | CA              | 4               | 0               | CS                 | 4                  | 0                  | -           | -           | -           | 28     | 3      |        |
| 2017-2018         | Belgrano          | PD                | 24         | 5          | CA              | 1               | 0               | -                  | -                  | -                  | -           | -           | -           | 25     | 5      |        |
| 2018-2019         | Belgrano          | PD                | 11         | 1          | CA              | 1               | 0               | -                  | -                  | -                  | -           | -           | -           | 12     | 1      |        |
| Totale Belgrano   | Totale Belgrano   | Totale Belgrano   | 108        | 21         |                 | 6               | 0               |                    | 4                  | 0                  |             | -           | -           | 118    | 21     |        |
| Totale carriera   | Totale carriera   | Totale carriera   | 246+39     | 59+13      |                 | 16              | 3               |                    | 54                 | 13                 |             | 4           | 1           | 359    | 89     |        |

### Cronologia presenze e reti in nazionale
| Cronologia completa delle presenze e delle reti in nazionale ― Argentina | Cronologia completa delle presenze e delle reti in nazionale ― Argentina | Cronologia completa delle presenze e delle reti in nazionale ― Argentina | Cronologia completa delle presenze e delle reti in nazionale ― Argentina | Cronologia completa delle presenze e delle reti in nazionale ― Argentina | Cronologia completa delle presenze e delle reti in nazionale ― Argentina | Cronologia completa delle presenze e delle reti in nazionale ― Argentina | Cronologia completa delle presenze e delle reti in nazionale ― Argentina |
| Data                                                                     | Città                                                                    | In casa                                                                  | Risultato                                                                | Ospiti                                                                   | Competizione                                                             | Reti                                                                     | Note                                                                     |
| ------------------------------------------------------------------------ | ------------------------------------------------------------------------ | ------------------------------------------------------------------------ | ------------------------------------------------------------------------ | ------------------------------------------------------------------------ | ------------------------------------------------------------------------ | ------------------------------------------------------------------------ | ------------------------------------------------------------------------ |
| 22-3-2019                                                                | Madrid                                                                   | Argentina                                                                | 1 – 3                                                                    | Venezuela                                                                | Amichevole                                                               | -                                                                        | 46’                                                                      |
| 26-3-2019                                                                | Tangeri                                                                  | Marocco                                                                  | 0 – 1                                                                    | Argentina                                                                | Amichevole                                                               | -                                                                        | 56’                                                                      |
| 8-6-2019                                                                 | San Juan                                                                 | Argentina                                                                | 5 – 1                                                                    | Nicaragua                                                                | Amichevole                                                               | -                                                                        | 57’                                                                      |
| 15-6-2019                                                                | Salvador                                                                 | Argentina                                                                | 0 – 2                                                                    | Colombia                                                                 | Coppa America 2019 - 1º turno                                            | -                                                                        | 79’                                                                      |
| 19-6-2019                                                                | Belo Horizonte                                                           | Argentina                                                                | 1 – 1                                                                    | Paraguay                                                                 | Coppa America 2019 - 1º turno                                            | -                                                                        | 87’                                                                      |
| 6-7-2019                                                                 | San Paolo                                                                | Argentina                                                                | 2 – 1                                                                    | Cile                                                                     | Coppa America 2019 - Finale 3º posto                                     | -                                                                        | 81’                                                                      |
| Totale                                                                   |                                                                          | Presenze                                                                 | 6                                                                        |                                                                          | Reti                                                                     | 0                                                                        |                                                                          |

## Palmarès

### Club

#### Competizioni nazionali
- Campionato belga: 4

Anderlecht: 2009-2010, 2011-2012, 2012-2013, 2013-2014
- Supercoppa del Belgio: 4

Anderlecht: 2010, 2012, 2013, 2014
- Copa Argentina: 1

River Plate: 2018-2019
- Supercopa Argentina: 1

River Plate: 2019
- Campionato argentino: 1

River Plate: 2021
- Trofeo de Campeones de la Liga Profesional: 1

River Plate: 2021

#### Competizioni internazionali
- Recopa Sudamericana: 1

River Plate: 2019

### Individuale
- Calciatore dell'anno del campionato belga: 1

2011